# Grażyna Dziedzic
Grażyna Dziedzic (1963) es una deportista polaca que compitió en natación. Ganó una medalla de bronce en el Campeonato Europeo de Natación de 1981, en la prueba de 200 m braza.

## Palmarés internacional
| Campeonato Europeo | Campeonato Europeo | Campeonato Europeo | Campeonato Europeo |
| Año                | Lugar              | Medalla            | Prueba             |
| ------------------ | ------------------ | ------------------ | ------------------ |
| 1981               | Split (Yugoslavia) | Medalla de bronce  | 200 m braza        |